# Frinco
Frinco est une commune italienne de la province d'Asti, dans la région Piémont.

## Administration
| Période                                  | Période | Identité | Étiquette | Qualité |
| ---------------------------------------- | ------- | -------- | --------- | ------- |
|                                          |         |          |           |         |
| Les données manquantes sont à compléter. |         |          |           |         |

### Hameaux
Molinasso, San Defendente, Bricco Morra, Bricco Rampone

### Communes limitrophes
Castell'Alfero, Corsione, Tonco, Villa San Secondo